# Neckarwerke Elektrizitätsversorgung
Die Neckarwerke Elektrizitätsversorgungs-AG, kurz Neckarwerke (NW) genannt, war ein Energieversorgungsunternehmen mit Sitz in Esslingen am Neckar.

## Geschichte

Aktie über 100 RM der Neckarwerke AG vom Januar 1928

Werbung mit dem Signet der Neckarwerke, 1961

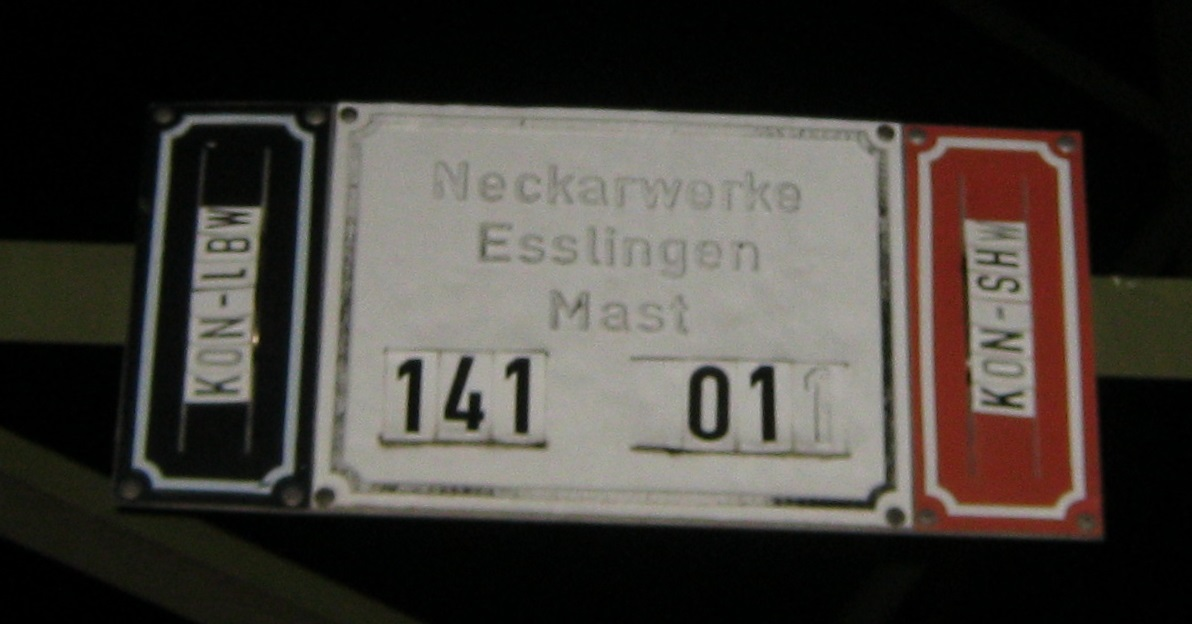
Schild an einem Freileitungsmast einer einstigen Leitung der Neckarwerke in Kornwestheim

Der Grundstein des Unternehmens wurde am 1. August 1899 durch den Gaslampenfabrikanten und Mitgründer der Stuttgarter Straßenbahnen AG Heinrich Mayer (1850–1911) gelegt, der im Neckartal bei Altbach den ersten Spatenstich für die Kraftcentrale des Unternehmens vollzog. Geplant war, auf Basis einer Wasserkraftanlage am Neckar ein Überlandwerk aufzubauen, das in einem Umkreis von 35 km alle Interessenten mit elektrischer Energie für Licht-, Kraft- und Heizzwecke versorgen sollte. Um bereits vor der Fertigstellung des Kraftwerks mit der Stromlieferung beginnen zu können, schaffte Mayer noch 1899 eine Dampflokomobile mit 140 PS an. Die erste versorgte Gemeinde war aber nicht die Gemeinde Altbach, bei der das Kraftwerk entstand, sondern seit Mai 1900 der spätere Stuttgarter Stadtbezirk Obertürkheim. Ab 1. August 1900 lieferte eine Dampfmaschine, die Heinrich Mayer auf der Pariser Weltausstellung gekauft hatte, in Verbindung mit einem 800-kW-Drehstromgenerator genügend Leistung, um noch im Lauf des Jahres 1900 die Ortsnetze in Hedelfingen, Hohenheim, Ebersbach, Altbach selbst, Berkheim, Deizisau, Nellingen, Ruit, Uhlbach und Göppingen – dort mit eigener Dampfzentrale – anzuschließen. 1904 wurde Esslingen als Unternehmenssitz ins Handelsregister eingetragen. Im selben Jahr ging die Kraftzentrale Altbach-Deizisau mit drei Wasserturbinen und einer Dampfmaschine mit Drehstromgeneratoren in den Regelbetrieb. Im November 1905 lieferte das Unternehmen elektrischen Strom in 37 Ortschaften mit zusammen 155000 Einwohnern.
Der weitere Ausbau des Fernleitungsnetzes, die Stromlieferung an weitere Gemeinden sowie Übernahme und Aufbau der Elektrizitätswerke Göppingen und Ludwigsburg überstiegen die finanziellen Möglichkeiten einer Personengesellschaft. Der Kapitalbedarf erforderte es, das Unternehmen im Jahr 1905 in eine Aktiengesellschaft umzuwandeln. Heinrich Mayer übernahm einen von drei Sitzen im Aufsichtsrat, sein Sohn Richard Mayer erhielt die kaufmännische Leitung, Ingenieur Richard Pilz die technische. Bis April 1908 blieb der Unternehmensgründer zunächst noch als Mehrheits-, dann als Minderheitsgesellschafter beteiligt. Bis 1914 übernahm die Gesellschaft für elektrische Unternehmungen (Gesfürel) in Berlin, eine von der AEG kontrollierte Beteiligungsgesellschaft, sein komplettes Aktienpaket. Als alleiniger Vorstand führte Pilz die Gesellschaft bis 1938.
1930 kontrollierte die Gesfürel knapp die Hälfte, der 1920 gegründete Bezirksverband Neckar-Enzwerke (BNEW), ein kommunaler Zweckverband der versorgten Gemeinden, übernahm ein Viertel der Anteile. Mit diesem Einstieg öffentlich-rechtlicher Eigentümer wandelten sich die Neckarwerke von einem privaten zu einem gemischtwirtschaftlichen Unternehmen. 1935 fusionierte der BNEW mit einem benachbarten Kommunalverband zum Neckar-Elektrizitätsverband (NEV). 1942 ging die Gesfürel in der AEG auf, die dadurch direkter Hauptaktionär der Neckarwerke wurde. Zahlreiche Kapitalerhöhungen seit Unternehmensgründung, Kauf und Aufbau weiterer örtlicher Elektrizitätswerke unter anderem in Bissingen, Böblingen, Metzingen, Urach und Kirchheim unter Teck, sowie die wiederholte Erhöhung der Kraftwerkskapazität vor allem in Altbach-Deizisau machten die NWE mit ihrem geschlossenen Versorgungsgebiet nördlich und östlich von Stuttgart um das Neckar- und das Filstal zu einem der vier (neben Badenwerk, EVS und TWS) großen Elektrizitätsunternehmen im deutschen Südwesten. Nach mehreren Änderungen der Beteiligungsrelation kaufte der NEV zum Jahresende 1966 die AEG-Anteile und so die von einigen verbliebenen Kleinaktionären faktisch unberührten vollständigen Eigentumsrechte. Die Zahl der Beschäftigten pendelte sich in den letzten Jahren vor der Fusion auf rund 1900 ein; das Vermögen der Neckarwerke AG betrug zum Schluss gut drei Milliarden DM.
Zum 1. Januar 1997 schloss sich die Neckarwerke AG mit der Technische Werke der Stadt Stuttgart AG (TWS) in Stuttgart zur Neckarwerke Stuttgart AG (NWS) zusammen, die zum 1. Oktober 2003 von der Energie Baden-Württemberg AG (EnBW) übernommen wurde.